# Flein
Flein es una municipalidad en el distrito de Heilbronn en Baden-Württemberg en la zona sur de Alemania.

## Geografía
Flein se encuentra en la zona sur del distrito de Heilbronn y limita por el sur con la ciudad de Heilbronn.

### Municipios vecinos
Los pueblos y municipalidades vecinos a Flein son (en sentido horario desde el noroeste): Heilbronn (Stadtkreis), Untergruppenbach y Talheim (ambos del distrito de Heilbronn). Flein se ha juntado con Talheim para establecer una asociación de administración común.

## Historia

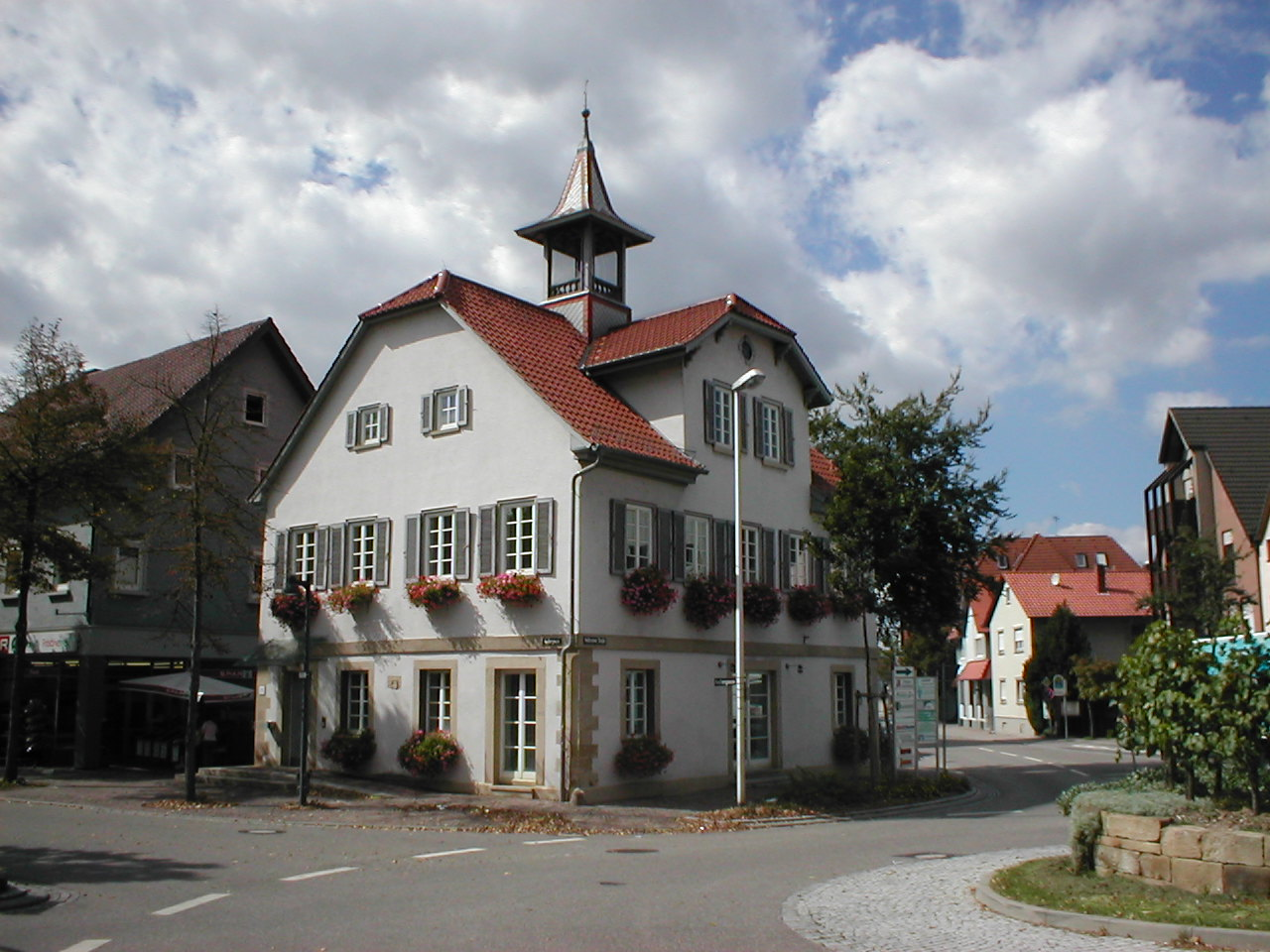
Antigua casa del gobierno municipal.

Las tierras comunales de Flein ya habían sido habitadas por la Cultura de la cerámica de bandas del neolítico. El pueblo es mencionado por primera vez en 1188 en un documento imperial con el nombre de Flina. El nombre presumiblemente proviene del término flins en Antiguo alto alemán a su vez derivado del vocablo vlins en Alto alemán medio, que significa  "piedrecilla" o "piedra dura".
En 1385 la ciudad libre imperial de Heilbronn compró la villa a los señores de Sturmfeder. Durante la Guerra de los campesinos alemanes numerosos campesionos alzados de la región se reunieron en Flein junto con su líder Jäcklein Rohrbach. Al igual que gran parte de Alemania, Flein sufrió un  gran daño durante la guerra de los Treinta Años.
En 1802 Flein pasó a formar parte de Württemberg. El importante incremento en su población luego de la Segunda Guerra Mundial se debe al asentamiento de numerosos refugiados y la disponibilidad de tierra para construcción en los años posteriores. Durante la década de 1970 la población de Flein votó contra la incorporación de Flein a Heilbronn y en cambio aceptó establecer una administración conjunta con Talheim.